# جوش سيويل
جوش سيويل (بالإنجليزية: Josh Sewell)‏ هو لاعب كرة قدم أمريكية أمريكي، ولد في 26 يوليو 1981 في لنكن في الولايات المتحدة.